# Grenada
Grenada este o țară insulară în partea sud-estică a Mării Caraibelor, ce are capitala la Saint George's. Grenada este a doua dintre cele mai mici țări din emisfera vestică (după Saint Kitts și Nevis). Se află la 200 km nord de Venezuela, între Trinidad-Tobago (la sud) și Saint Vincent și Grenadines (la nord).

## Istorie
În 1498, insula a fost descoperită de Cristofor Columb. În acea vreme, era locuită de indigenii caraibieni, iar spaniolii nu au colonizat-o. Columb a numit insula Concepción.
În 1650, francezii au reușit să cucerească insula, după mai multe încercări nereușite ale englezilor de a-i înfrânge pe indigeni.
Insula rămâne sub dominație franceză până în 1763, când, prin tratatul de la Paris ce încheie Războiul de Șapte Ani, intră în mod oficial în proprietatea britanicilor.
Între 1958 și 1962 a fost parte a Federației Indiilor Vestice, o federație ce a luat ființă cu scopul de a se obține o unitate politică între statele constituente, și pentru ca acestea să-și câștige independența față de Imperiul Britanic sub forma unui singur stat.
În 1967, Grenada a obținut statutul de "stat asociat Regatului Unit", ce însemna independență în afacerile interne; Regatul Unit rămânea responsabil cu afacerile externe și cu apărarea.
În 1974, Grenada a obținut independența, avându-l pe Eric Gairy drept primul prim ministru.
Guvernul lui Eric Gairy a devenit din ce în ce mai autoritar și dictatorial, până la lovitura de stat din 1979 a liderului carismatic de stânga, Maurice Bishop.
Bishop nu a organizat alegeri, iar socialismul se apropia considerabil de comunismul din Cuba. Politica Grenadei a devenit incomodă pentru vecinii săi Trinidad-Tobago, Barbados, Dominica și, mai ales, pentru Statele Unite. Bishop a fost executat în 1983, în urma disensiunilor dintre adepții săi și o facțiune stalinistă loială Moscovei, condusă de generalul Huson Austin. CIA precizează că la aceasta au participat 50 de consilieri militari cubanezi și 700 de muncitori înarmați.
După șase zile, insula a fost invadată de o forță de coaliție formată din trupe americane, dominicane și a altor cinci state caraibiene. Acțiunea militară (Operation Urgent Fury) a fost declanșată la cererea primului ministru de Dominica, Eugenia Charles. Mai târziu, guvernatorul-general al Grenadei, Paul Scoon, a recunoscut că a cerut invazia. Invazia s-a încheiat cu capturarea sutelor de partizani comuniști, dintre care mulți erau muncitori cubanezi la situl aeroportului finanțat de Cuba. Construcția aeroportului a fost încheiată după multă vreme de americani.
În 1984, după invazie, Statele Unite au acordat $48,4 milioane drept asistență economică Grenadei. În același an, în cadrul alegerilor, CIA a sponsorizat cu $650.000 un candidat pro-american.
În octombrie 2003, un raport al Amnesty International denotă drept proces justițiar necorespunzător arestarea și judecarea a 17 dintre organizatorii loviturii de stat din 1983 ce a dus la invazia americană. Procesul celor 17 a fost organizat și finanțat de Statele Unite.
După 2000, o comisie "de adevăr și reconciliere", condusă de preotul catolic Mark Haynes, a fost însărcinată cu descoperirea nedreptăților din timpul acțiunilor din 1983, a celor din timpul regimului lui Bishop, și a celor dinainte. Acest demers are la origine un proiect de școală, ce trebuia să cerceteze faptul că nu a fost găsit cadavrul lui Maurice Bishop. Proiectul a atras multă atenție, inclusiv din partea Miami Herald. Raportul final a fost publicat de studenți în cartea Big Sky, Little Bullet.
În 7 septembrie 2004, insula a fost lovită de uraganul Ivan, primul după 49 de ani. În acel moment era uragan de categoria 3; a distrus peste 90% din case.
În 14 iulie 2005, insula a fost lovită din nou, de această dată de uraganul Emily, producând pagube în valoare de $110 milioane, mult mai puțin decât pagubele în urma uraganului Ivan.
Grenada a recuperat rapid în urma dezastrelor, inclusiv datorită sprijinului acordat de comunitatea internațională. Până în decembrie 2005, 95% din camerele de hotel erau disponibile, iar clădirile fuseseră întărite conform noilor reglementări ale construcțiilor.

## Demografie
Cea mai mare parte a populației (80%) este de origine africană, descendenți ai sclavilor aduși de europeni. 12% sunt indieni veniți în cadrul migrației către Santa Lucia și Granada, începute în 1855. Restul sunt un amestec de africani, indieni și europeni. Indigenii (caraibieni și arawak) au fost exterminați de francezi la Sauteurs.
Din cauză că sunt emigranți câtă populație are Grenada, în alte țări caraibiene, și încă o dată acest număr în alte țări (Statele Unite, Regatul Unit etc.), în Grenada locuiește doar o treime din totalul populației acestei țări.
Limba oficială, engleza, este vorbită de toți locuitorii.
În afară de o comunitate mică de rastafarieni și indieni musulmani, majoritatea locuitorilor sunt creștini: jumătate catolici, restul în mare parte protestanți anglicani, restul presbitarieni și adventiști de ziua a șaptea.

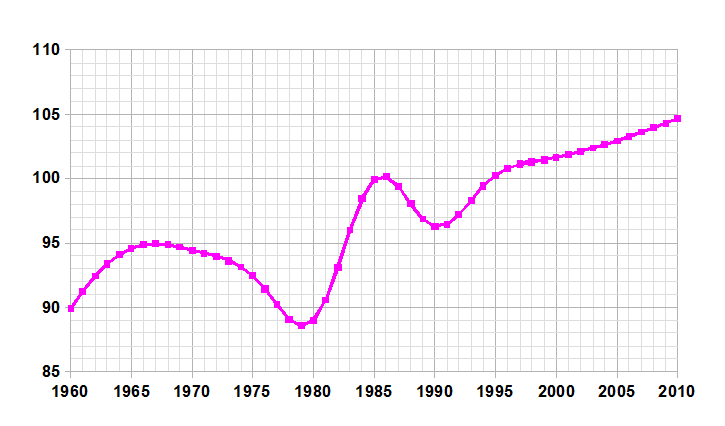
Evoluția demografică a ultimelor decenii. Populația exprimată în mii de locuitori.

## Climă
Clima Grenadei este caldă tot timpul anului, temperaturile variază între 21(iarna) și 33(vara)de grade celsius. Grenada are două sezoane ca toate insulele carabiene, unul secetos si unul ploios. Sezonul ploios ține din iunie până în decembrie.  

## Imagini

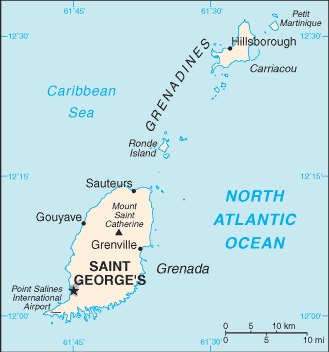
Harta Grenadei
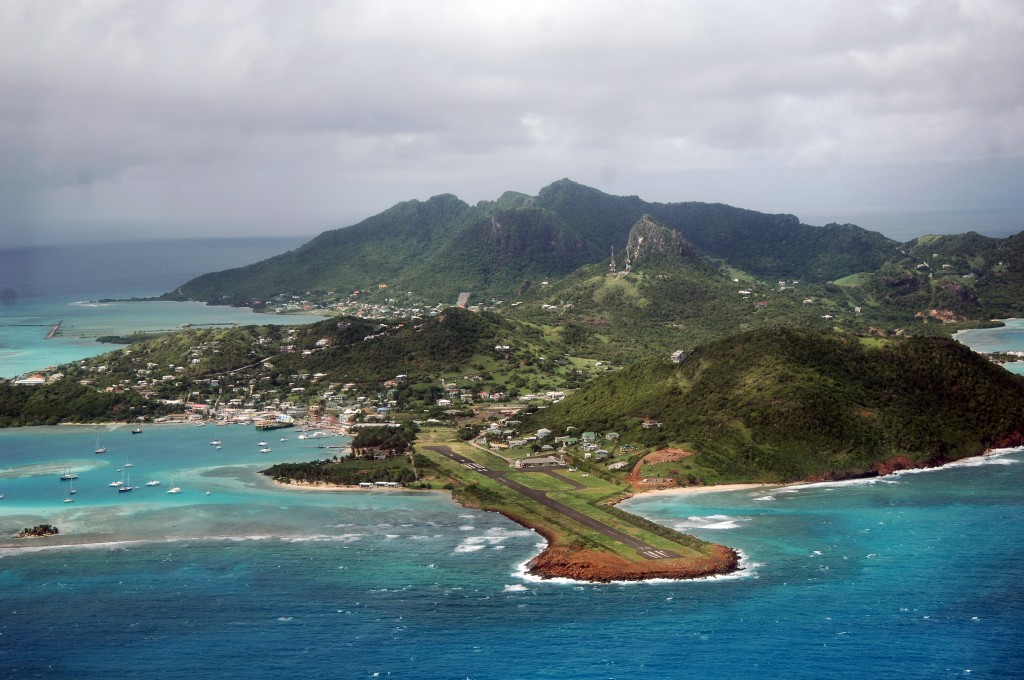
Insula Union
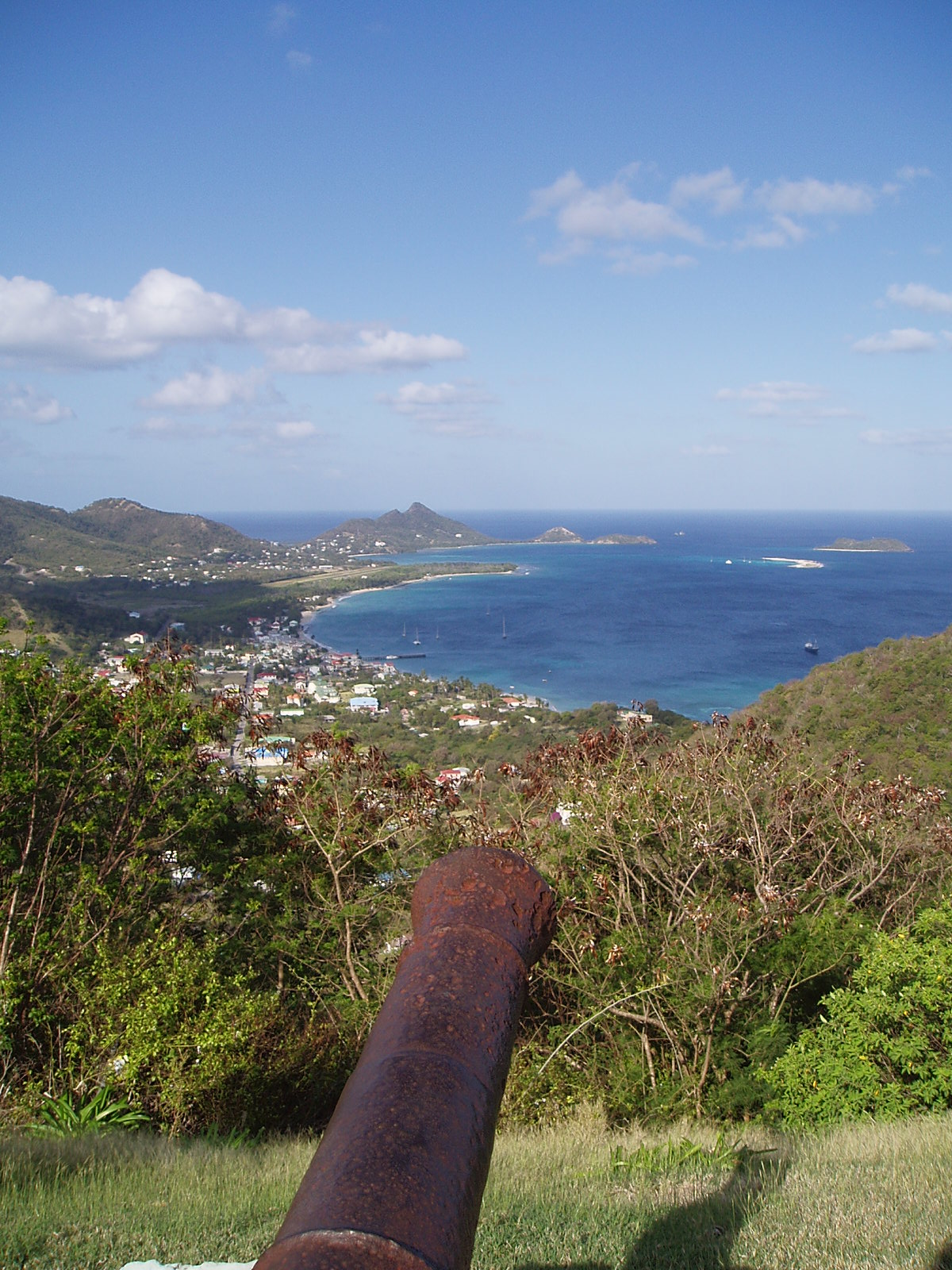
Hillsborough Carriacou